# Pleiospilos nelii
Pleiospilos nelii är en isörtsväxtart som beskrevs av Schwant. Pleiospilos nelii ingår i släktet Pleiospilos och familjen isörtsväxter. Inga underarter finns listade i Catalogue of Life.

## Bildgalleri

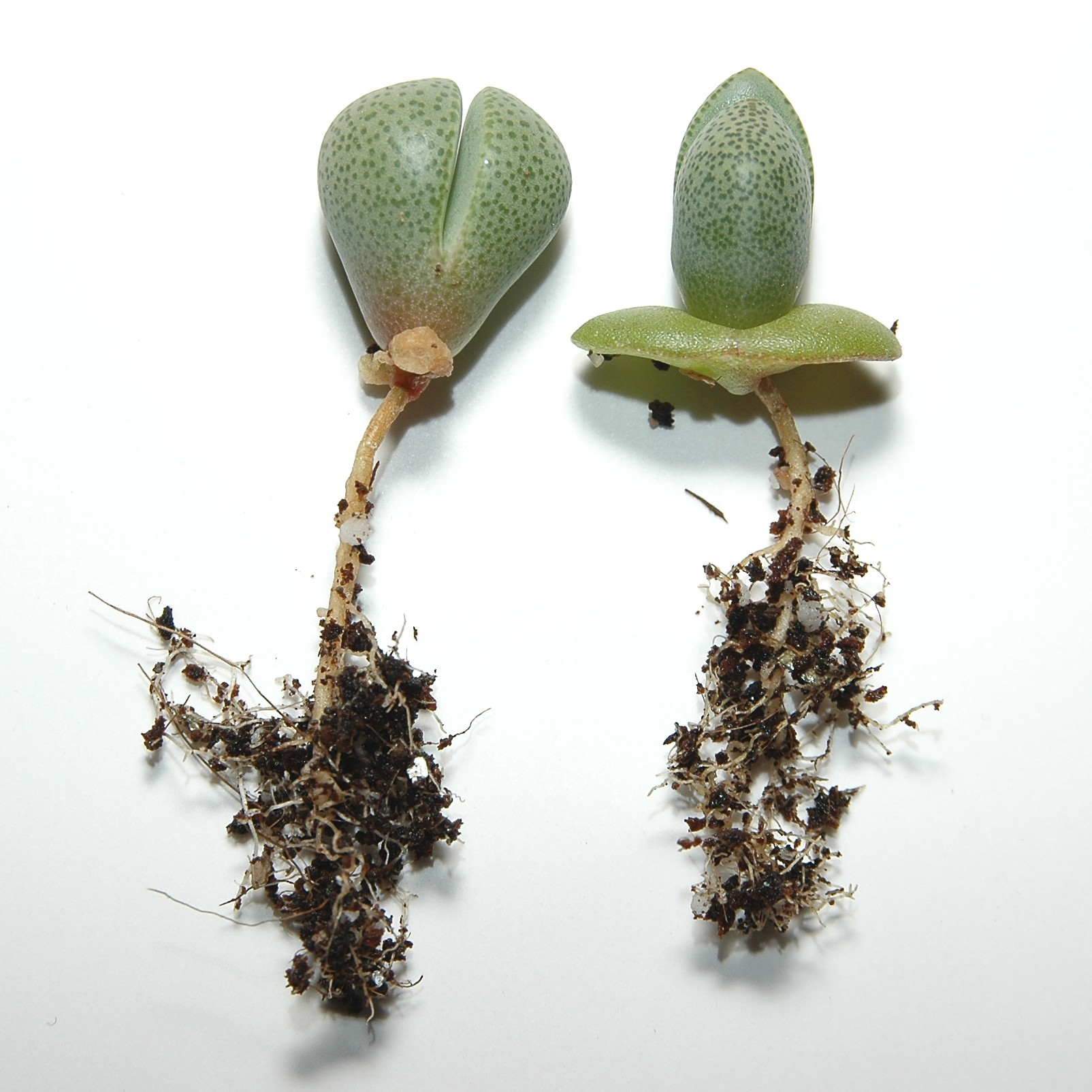
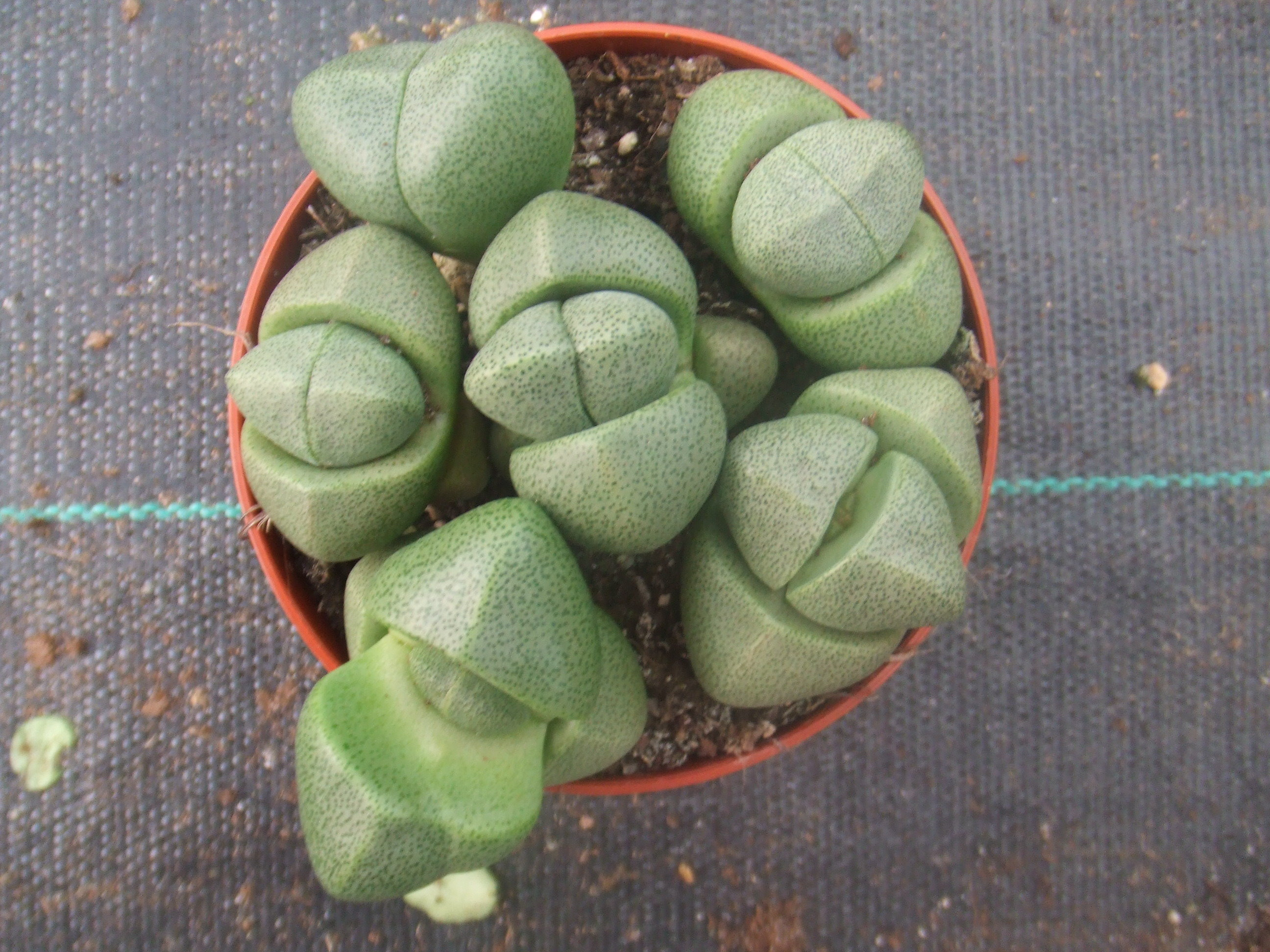
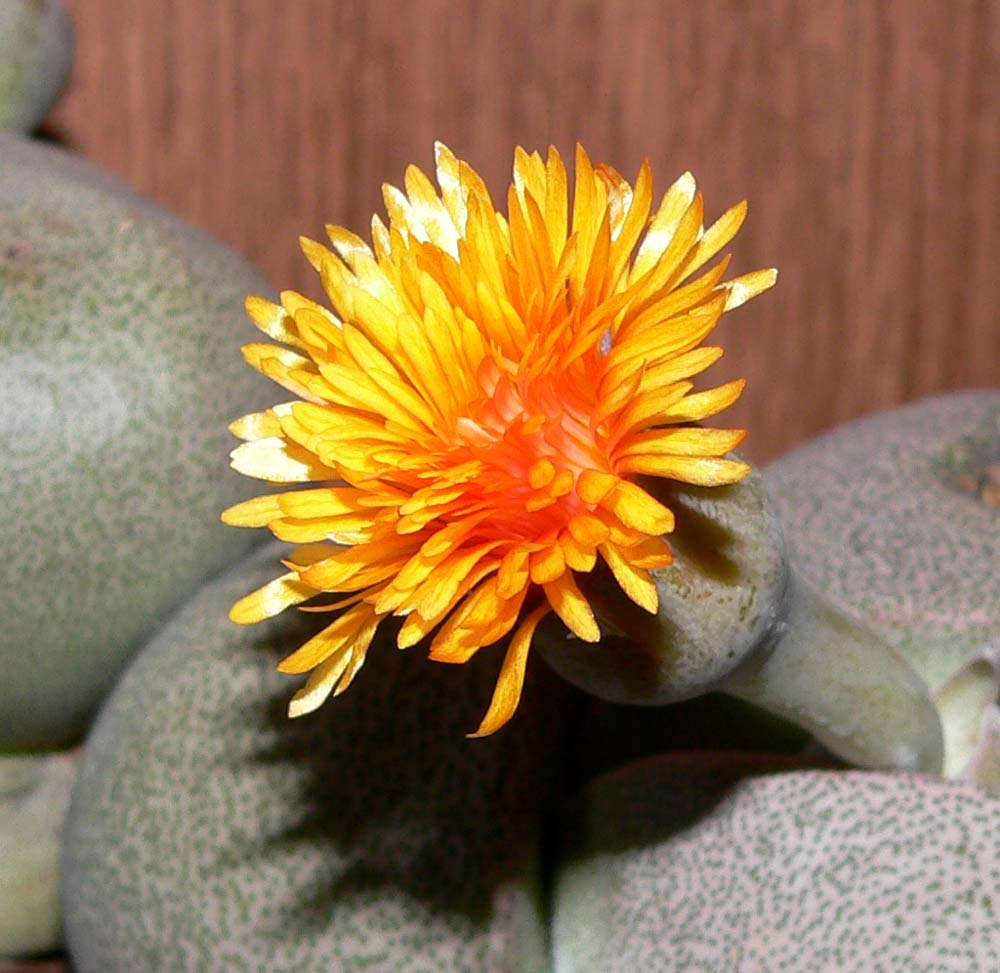
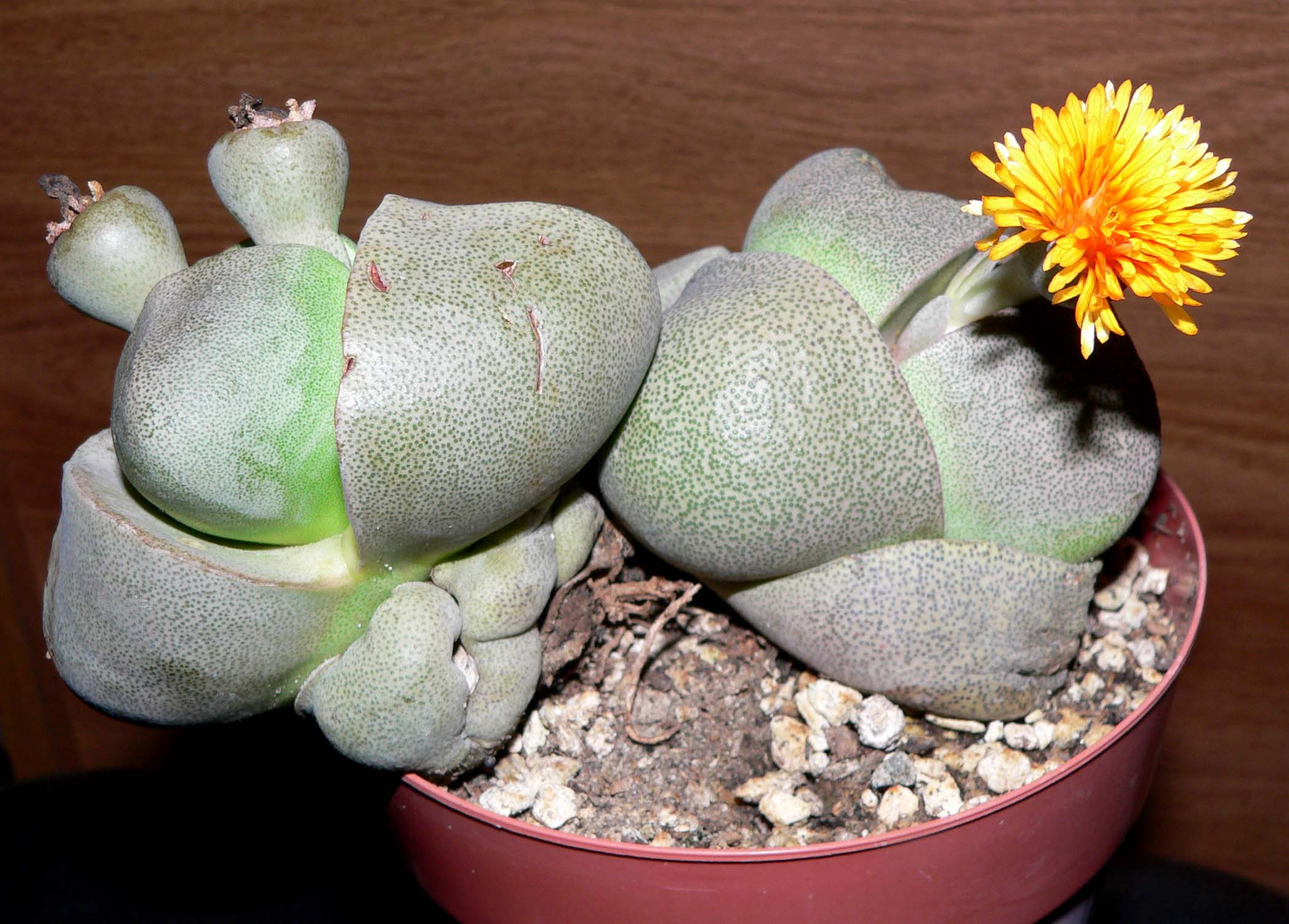
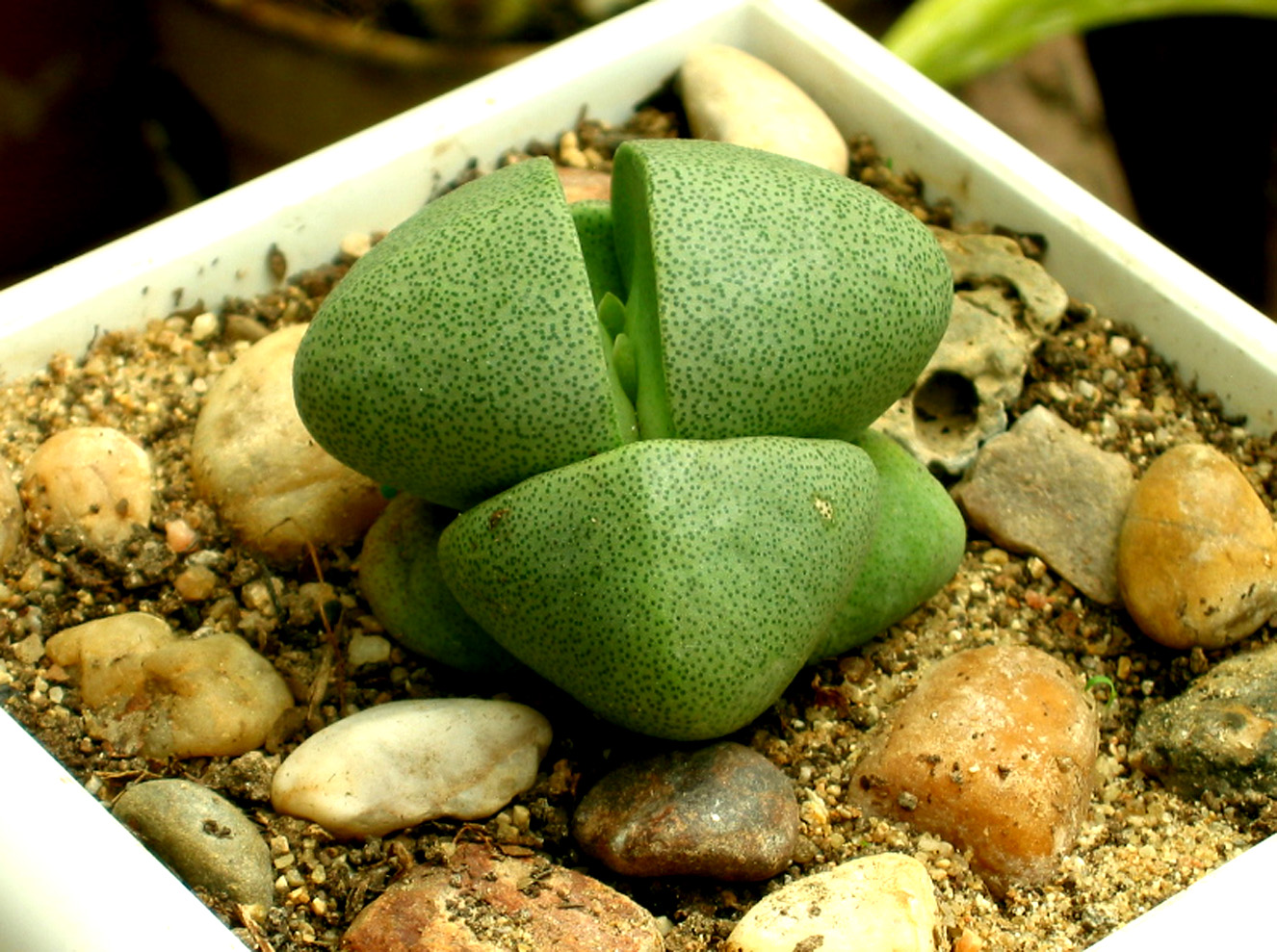
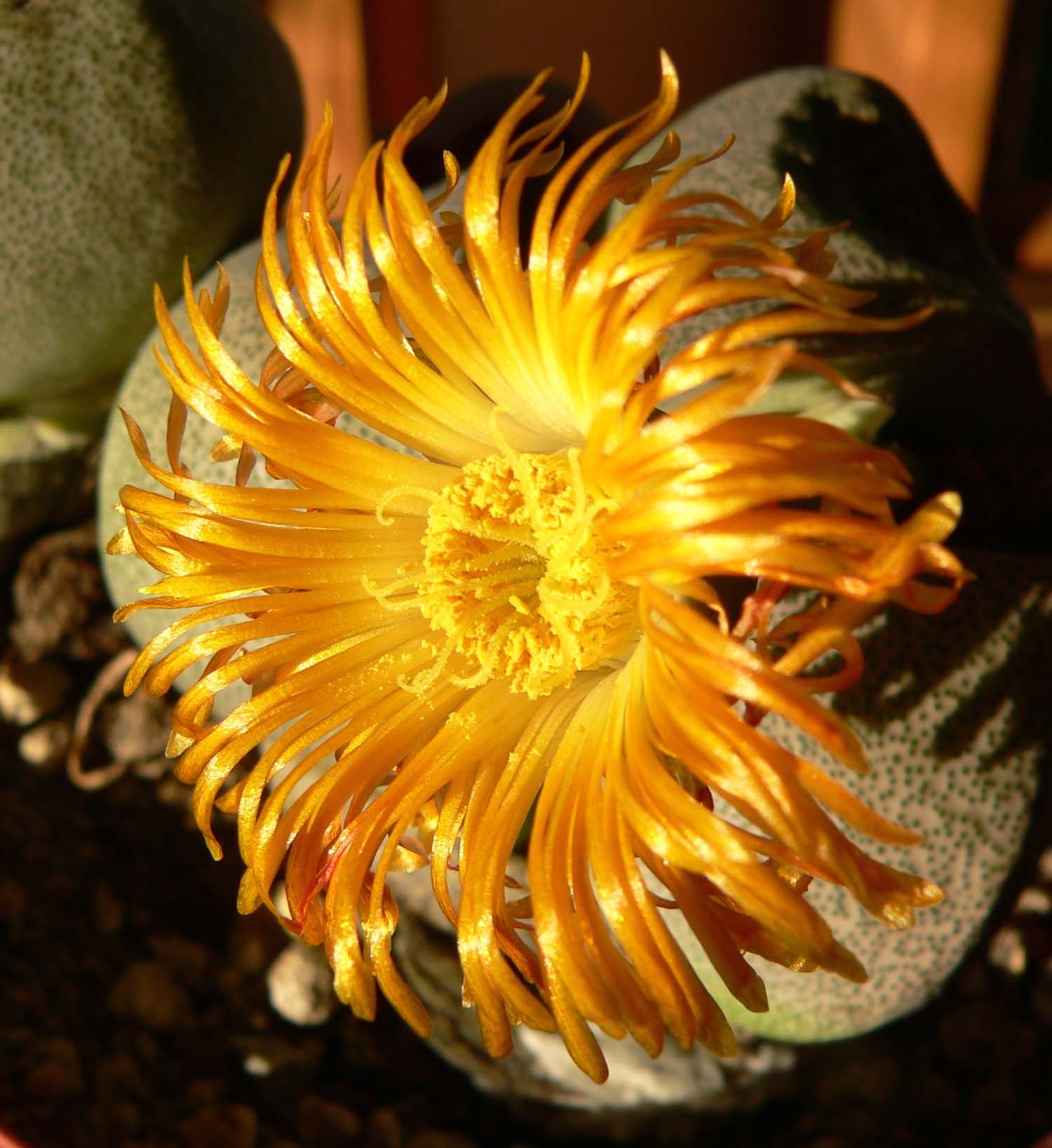